# 지그문트 말라노비치

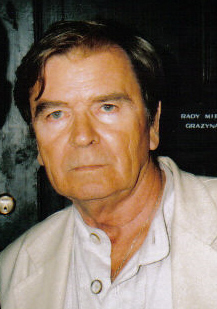

지그문트 말라노비치(폴란드어: Zygmunt Malanowicz, 1938년 2월 4일 ~ )는 폴란드의 배우, 각본가, 영화 배우, 영화 감독이다. 빌뉴스에서 태어났다.

## 영화
- 인어와 함께 춤을 (2016년)
- 글래스고 (2011년)
- 밴드 명: 올 댓 아이 러브 (2009년)
- 튤립 (2004년)
- 야로스와프 다브로스키 (1976년) - 야로스와프 다브로스키 역
- 헌팅 플라이즈 (1969년)
- 장벽 (1966년)
- 늑대들 사이에서 벌거벗은 (1963년)
- 물속의 칼 (1962년)